# Castello di Stetteneck
Il castello di Stetteneck (in ted.: Burg Stetteneck) è un castello medievale, probabilmente risalente al XIII secolo, costruito sul col da Pincan, sopra l'abitato di Ortisei.
L'esistenza del castello è nota tramite le Saghe dell'Alto Adige di Karl Felix Wolff, con la storia Il castello sul precipizio. Non era comunque certa la sua esatta ubicazione, finché nel 2000 vennero rinvenute delle rovine seguendo le indicazioni di scritti del XVII secolo.
Le ragioni della distruzione dell'edificio non sono ancora chiare.